# كينان شيفانوفيتش
كينان شيفانوفيتش مواليد 9 أغسطس 1986 في توزلا، جمهورية يوغوسلافيا الاشتراكية الاتحادية، هو لاعب كرة قدم بوسني يلعب مع نادي سيغيستا كمدافع. مثّل منتخب البوسنة والهرسك لكرة القدم.

## المسيرة الاحترافية

### أندية لعب لها
- نادي سلوبودا توزلا
- نادي رييكا
- أرارات يريفان

## روابط خارجية
- كينان شيفانوفيتش على موقع قاعدة بيانات كرة القدم.إي يو (الإنجليزية)
- كينان شيفانوفيتش على موقع ناشيونال فوتبول تيمز (الإنجليزية)